# Света Партена
Света Партена је хришћанска светитељка и мученица. Родом је из Едесе у северној Грчкој. Жива је закопана 1373. године због вере у Исуса Христа, када су Турци заузели град Едесу. У Едеси и данас показују брежуљак где је жива закопана.
Православна црква је слави 8. јануара по јулијанском календару, а 21. јануара по грегоријанском календару.